# ニュータウン仮分署
『ニュータウン仮分署』（ニュータウンかりぶんしょ）は、1988年1月10日から4月3日まで、テレビ朝日系列で毎週日曜20:00 - 20:54（JST）に全13話が放送された、国際放映制作のテレビドラマ。

## 概要
人口増加に伴う町村合併により市に昇格した新興住宅地である「東京都東多摩市夢ヶ丘」に新設された、「東多摩警察署」の捜査課に所属する刑事たちの活躍を描く人情派刑事ドラマ。
東急田園都市線の沿線にある新興住宅地を舞台とし、仮庁舎として開署しているというコンセプトや、横浜市青葉区近辺をロケ地とする点、それに主要なスタッフの顔ぶれなど、同じ国際放映制作による同時間帯での刑事ドラマ『私鉄沿線97分署』（1984年 - 1986年）と共通・近似した点も複数見られるが、一方で本作品における東多摩署の仮庁舎は『97分署』のようなプレハブではなく、設定上では閉店したファミリーレストラン店舗の流用、などといった独自性も見られる。
それまで同時間帯のテレビドラマに車両協力として関わってきた日産自動車に代わり、本作品からは三菱自動車工業が車両協力を手掛けている。番組開始当初、車両の手配遅れなどの都合から劇用車には廃車寸前の車が流用されており、第5話以降の覆面車は三菱車の新車に、警ら車は中古車を使用している。
本作品の終了に伴い、後番組としてクイズ番組『クイズMONOものがたり』がスタート。テレビ朝日系列の日曜20時台におけるテレビドラマ路線にも一区切りが付けられる格好となった。

## キャスト
- 麻生圭介（35・捜査課・警部補）：岩城滉一
- 船田吾郎（23・捜査課・巡査）：清水宏次朗
- 和泉彩夏（28・捜査課・巡査部長）：岡田奈々
- 生島勝夫（37・捜査課・警部補）：江本孟紀
- 山尾薫（18・捜査課長付・巡査）：佐野量子
- 野本広志（25・捜査課・巡査）：阿部祐二
- 梅木勇（45・庶務課・巡査長）：内田勝正
- 立花由美子（25・署長秘書・巡査）：円浄順子
- 堀内功（28・捜査課・巡査部長）：古尾谷雅人
- 峰岸（科捜研・技官）：水上功治
- 桜木涼子（22・庶務課・巡査）：長谷部香苗
- 竹岡成美（22・庶務課・巡査）：松谷真実
- 才木年子（24・交通課・巡査）：松本和子
- 山口洋子（22・交通課・巡査）：林君枝
- 佐藤めぐみ（47・庶務課長・警部補）：南田洋子
- 高村貢（25・捜査課・巡査）：柳沢慎吾
- 滝田兼一（49・捜査課長・警部）：山城新伍

## スタッフ
- プロデューサー：高橋正樹、佐藤涼一(テレビ朝日)、浦井孝行、菅原郷史(国際放映)
- 脚本：峯尾基三、藤井邦夫、田部俊行、桃井章、中園美保、今井詔二、佐伯けい、丸内敏治、児玉宜久、橋場千晶、岡部俊夫
- 音楽：佐藤寛
- 技斗：高瀬将嗣
- 音響効果：宮田音響
- 現像・テレシネ：IMAGICA
- 協力：青年企画(湯山雄介)、チームイワキ
- 撮影協力：川崎三菱自動車販売（現:関東三菱自動車販売） 中山営業所・カープラザ茅ケ崎
- 監督：長谷部安春、手銭弘喜、鈴木一平、小池要之助
- 制作：国際放映、テレビ朝日

## 主題歌
- 清水宏次朗「TOUCHDOWN」
  - 毎回のエンディングテーマとして使用。オープニングテーマには同曲のカップリング曲である「永遠は一秒のkiss」のインストゥルメンタル版が使用された。
  - オープニング映像では、出演者がその回の見どころや、自身の近況・世間話などを説明するという演出が盛り込まれている。

## 挿入歌
- 岩城滉一「ほっとけない」
- 佐野量子「星空回線」

## 放送日程
（出典・参考：）
| 放送回 | 放送日          | サブタイトル                 | 脚本             | 監督       | ゲスト （カッコ内は役名） | OPトーク            |
| ------ | --------------- | ---------------------------- | ---------------- | ---------- | --- | ------------------- |
| 1      | 1988年 1月010日 | 雑居警察、殺人事件で初出動!  | 峯尾基三         | 長谷部安春 | |                     |
| 2      | 1月17日         | ひき逃げされた青春を追え!    | 桃井章、中園美保 | 長谷部安春 | |                     |
| 3      | 1月24日         | 失くした拳銃は占いで探せ!?   | 今井詔二         | 手銭弘喜   | 広瀬昌助（宝石店主・下川）、松本朝生（古山巡査）                                                                                               |                     |
| 4      | 1月31日         | 住宅街には容疑者がいっぱい!  | 藤井邦夫         | 手銭弘喜   | 石山雄大（橋本憲吾）、桜むつ子（ハナ江）、 田浦智之（シャリフ）、青木祐子（亜紀子）                                                            |                     |
| 5      | 2月07日         | 女刑事に恋した超能力少年!    | 田部俊行         | 鈴木一平   | 竹内純（並木誠）、淵上大二郎（牛島） |                     |
| 6      | 2月14日         | 捜査会議は屋台のラーメン屋で | 桃井章、中園美保 | 鈴木一平   | 花上晃（保） |                     |
| 7      | 2月21日         | 元気な捜査はラジオ体操から!? | 峯尾基三         | 長谷部安春 | 吉田忍（広瀬秋子） |                     |
| 8      | 2月28日         | モンタージュの男は女性の敵!? | 今井詔二         | 長谷部安春 | 坂田祥一朗（水橋）、樹高幸太郎（天田）、 大和撫子、千葉裕子、有馬光貴、片橋久美子、羽田典夫、 竹内靖、武田留美子、板倉佳司、矢沢裕紀、佐藤裕一 | 岩城滉一 古尾谷雅人 |
| 9      | 3月6日          | 刑事と女サギ師の二人三脚!?   | 佐伯けい         | 小池要之助 | 重山規子（トメ） |                     |
| 10     | 3月13日         | 三人寄れば捜査もあぶない!    | 丸内敏治         | 小池要之助 | 山本伸吾（森下）、樋口将郎（斎藤） |                     |
| 11     | 3月20日         | 口止め代りのアブナイ約束!    | 児玉宜久         | 鈴木一平   | 打出親五（吉岡）、森川美沙緒（吉岡の娘・かすみ）、 山本陽一（明夫）                                                                            |                     |
| 12     | 3月27日         | マジな刑事が恋わずらい!?     | 橋場千晶         | 鈴木一平   | 竹井みどり（睦美）、狩野修平（今井） |                     |
| 13     | 4月3日          | 今夜、刑事が銃弾に倒れる!    | 岡部俊夫         | 長谷部安春 | 佐久間哲（梶山） |                     |

## 主なロケ地
- 神奈川県横浜市緑区（現在は青葉区）の東急田園都市線・横浜市営地下鉄3号線・あざみ野駅周辺